# Saint-Loup-du-Dorat
Saint-Loup-du-Dorat là một xã của tỉnh Mayenne, thuộc vùng Pays de la Loire, tây bắc nước Pháp.